# Лекар по дентална медицина
Лекар по дентална медицина е дееспособно лице, което притежава образователно-квалификационната магистърска степен „Магистър по дентална медицина (стоматология)“ и има право да извършва дентално-медицински (медико-стоматологични) дейности.
Лекарите по дентална медицина провеждат изследвания, усъвършенстват или разработват теории и оперативни методи, поставят диагнози, консултират, прилагат и проследяват дентално лечение, осъществяват първична и специализирана дентална помощ.
В ежедневния език често се използва думата зъболекар, тъй като той е специалист точно по състоянието и лечението на зъбите.
Студентите по специалност „Дентална медицина“ изучават биологични и клинични дисциплини, както и следва да проведат практика от поне 1380 часа и да положат държавни изпити. Обучението е с ОКС Магистър и продължава 5 години и половина в редовна форма. Програмата се предлага в повечето медицински университети като МУ София, МУ Пловдив, МУ Варна.
Първото място за обучение по специалността Дентална медицина (Стоматология) е бившият Стоматологичен факултет, сега Факултет по Дентална медицина към Медицински университет на ул. „Георги Софийски“ № 1 в София.
Всеки лекар по дентална медицина бива вписан в БЗС (Български зъболекарски съюз), от където получава УИН (Универсален индентификационен номер).
Лекарите по дентална медицина имат собствен печат и имат правата да изписват рецепти на равно с останалите лекари и техните предписания следва да бъдат изпълнявани от магистър-фармацевтите. Често фармацевтите са незапознати за това, което се оказва пречка на лекарите да упражняват пълноправно професията си.
Някои от лекарите по дентална медицина притежават докторска научна степен.
НКПД класифицира стоматолозите в Клас 2 (Аналитични специалисти), Подклас 22 (Природонаучни и здравни специалисти), Група 222 (Здравни специалисти), Единична група 2222 (Дентални лекари), със следните възможни позиции:
- 2222-7001 Лекар по дентална медицина 2222
- 2222-7002 Лекар по детска дентална медицина 2222
- 2222-7003 Лекар по дентална медицина, ортодонт 2222
- 2222-7004 Лекар по дентална медицина, протетик 2222
- 2222-7005 Лекар по дентална медицина, поливалентен 2222
- 2222-7006 Лекар по дентална медицина, пародонтолог 2222
- 2222-7007 Лекар по дентална медицина, хирург 2222

Тази единична група изключва длъжности, които са класифицирани в друга единична група:
- Зъботехник 3225 5001;
- Медицинска сестра 3231 5002.